# Centropyge shepardi
Centropyge shepardi là một loài cá biển thuộc chi Centropyge trong họ Cá bướm gai. Loài này được mô tả lần đầu tiên vào năm 1979.

## Từ nguyên
Từ định danh của loài được đặt theo tên của John W. Shepard, người đã lưu ý đến các tác giả về sự khác biệt giữa số lượng tia vây ngực của loài này và C. bispinosa.

## Phạm vi phân bố và môi trường sống
C. shepardi có phạm vi nhỏ hẹp, và chỉ được biết đến chắc chắn tại quần đảo Mariana (bao gồm cả Bắc Mariana và Guam) và quần đảo Ogasawara (Nhật Bản). Ghi nhận về sự xuất hiện của loài này tại quần đảo Izu có thể chỉ là một cá thể lang thang, và những ghi nhận tại Palau và Philippines cần được kiểm chứng thêm.
C. shepardi sống gần các rạn san hô viền bờ, và cũng được nhìn thấy trong các đầm phá, độ sâu khoảng từ 10 đến 56 m; chúng thường tập trung ở khu vực rạn san hô có nhiều hang hốc.

## Mô tả
C. shepardi có chiều dài cơ thể tối đa được biết đến là 9 cm. Màu nền cơ thể thay đổi từ màu đỏ đến màu cam hoặc màu vàng cam. Nửa thân trên có các vệt sọc đen (không kéo dài xuống bụng). Vây đuôi vàng tươi. Vây lưng và vây hậu môn sẫm màu, có các vạch màu xanh lam sáng và đen xen kẽ ở rìa, và chỉ cá đực mới có những vạch màu xanh sáng (vạch xanh khá mờ hoặc không có ở cá cái).
Số gai ở vây lưng: 14; Số tia vây ở vây lưng: 16–18; Số gai ở vây hậu môn: 3; Số tia vây ở vây hậu môn: 17–18.

## Sinh thái học
Thức ăn chủ yếu của C. shepardi là tảo. C. shepardi thường hợp thành từng nhóm nhỏ, với một con cá đực trưởng thành thống trị những con cá cái trong hậu cung của nó (một nhóm có từ 3 đến 7 cá thể).
Việc lai tạp giữa C. shepardi với hai loài cùng chi là Centropyge bispinosa và Centropyge loricula đã được ghi nhận tại Guam, nơi mà C. shepardi rất phổ biến, còn hai loài sau lại khá hiếm gặp. Thường thì cá cái sẽ giao phối với cá đực khác loài khi cá đực đồng loại của nó không có mặt, trong khi cá đực có xu hướng ít phân biệt bạn tình là cùng loài hay khác loài.

## Thương mại
C. shepardi ít khi được thu thập và xuất khẩu trong ngành thương mại cá cảnh.